# 1762 au Canada
Pour un article plus général, voir Chronologie du Canada.
Cet article traite des événements qui se sont produits durant l'année 1762 au Canada.

## Événements
- 6 juin : le gouverneur James Murray annexe à son rapport un recensement  sur le territoire du Gouvernement de Québec effectué douze mois plus tôt[1],[2].
- 27 juin : une expédition française commandée par Charles-Henri-Louis d'Arsac de Ternay s'empare de Saint-Jean à Terre-Neuve[3].
- 5 août : une mission d'exploration de la Compagnie de la Baie d'Hudson menée par William Christopher aboutit à la découverte de la communauté Inuit de Qamani'tuaq qui est nommé Baker Lake[4].
- 15 septembre : bataille de Signal Hill à Terre-Neuve. Les Britanniques battent les Français[5].

- 20 septembre : Thomas Dunn obtient un monopole de la traite des fourrures et de la pêche sur la Côte nord de La Malbaie jusqu'à Sept-Îles[6].
- 3 novembre : Traité de Fontainebleau par lequel La France cède le territoire à l'ouest du Mississippi à l'Espagne[7].
- 11 novembre : dernière entrée du journal de bord du navire anglais légendaire Octavius qui aurait traversé le Passage du Nord-Ouest, retrouvé en 1775 au Groenland[8].

## Naissances
- 23 février : Archibald McMillan, homme d'affaires de l'outaouais.
- 10 avril : Louis Turgeon, notaire et politicien.
- 17 juillet : Alexander MacDonell, premier évêque de Kingston.
- 13 septembre : Pierre-Stanislas Bédard, journaliste et politicien.
- 7 octobre : Antoine Girouard, prêtre fondateur du séminaire de Saint-Hyacinthe.

## Décès
- 12 août : Antoine-Simon Maillard, missionnaire chez les micmacs (° 1710).
- 28 août : Augustin de Boschenry de Drucourt, gouverneur de l'Île Royale (° 1703).

## Référence
1. ↑  Marcel Trudel, Le régime militaire et la disparition de la Nouvelle-France, 1759-1764, Les Éditions Fides, 1966, 612 p. (ISBN 978-2-7621-2062-2, présentation en ligne)
2. ↑  recensement canadien de 1762 http://www.ourroots.ca/toc.aspx?id=12086&qryID=fe46ffed-c09e-4249-aefd-dbe3bb5302b0
3. ↑  Terre-Neuve 1762 : dernier combat aux portes de la Nouvelle-France, André de Visme, 2005, 252 p. (ISBN 978-2-9808847-0-2, présentation en ligne)
4. ↑  Glyn Williams, Arctic Labyrinth : The Quest for the Northwest Passage, Penguin UK, 2009, 464 p. (ISBN 978-0-14-193258-3, présentation en ligne)
5. ↑  André de Visme, op. cit, p. 177.
6. ↑  Pierre Tousignant et Jean-Pierre Wallot, « DUNN, THOMAS », Dictionnaire biographique du Canada, Université Laval/University of Toronto, vol. 5,‎ 2003 (présentation en ligne)
7. ↑  Christophe Koch et Frédéric Schoell, Histoire abrégée des traités de paix, entre les puissances de l'Europe, depuis la paix de Westphalie, vol. 3, Paris, Gide fils, 1817 (présentation en ligne)
8. ↑  Evan S Connell, El Dorado and other pursuits, Random House, 2015, 288 p. (ISBN 978-1-4735-2083-7, présentation en ligne)